# Skookumchuck
Skookumchuck est une communauté située dans la province de la Colombie-Britannique, dans le sud-est.

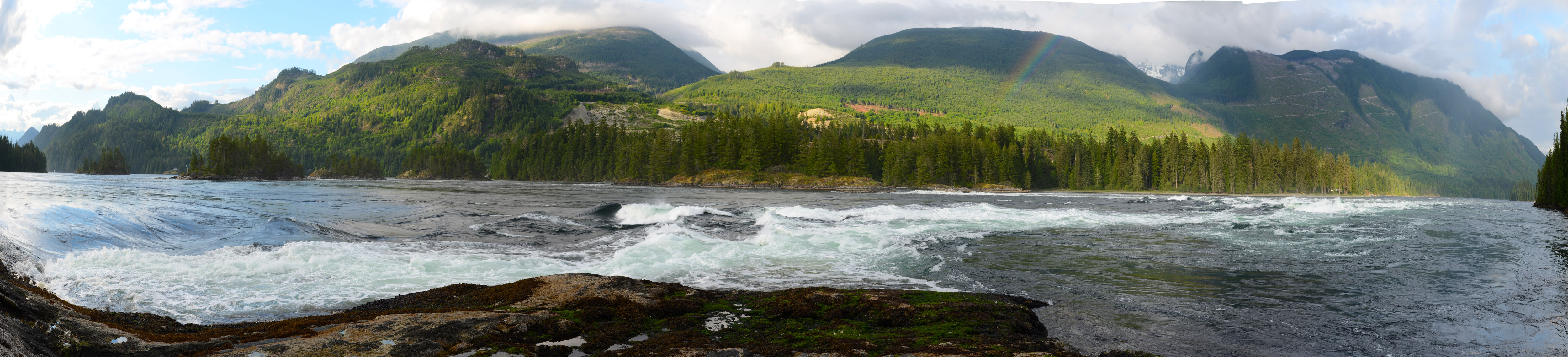
Rapides de marée d'eau salée de Skookumchuck Narrows